# Іл-54
Ил-54 —  дозвуковий бомбардувальник з двома ТРД АЛ-7 на пілонах під крилом і велосипедною схемою шасі.

## Історія створення
Бомбардувальник Ил-54 був розроблений в ОКБ С. В. Ільюшина в 1953—1954 роках.
Перший політ здійснено 3 квітня 1955 року. Застосування велосипедної схеми шасі утруднювало виконання злету і особливо посадки.
На держвипробування не передавався.